# ロータス・エクセル
エクセル（Excel ）は、イギリスの自動車メーカーであるロータス・カーズが製造・販売していた、2+2乗りFRレイアウトのスポーツカーである。ロータス社内のモデルナンバーは89。

## 概要
2代目エリートのファストバッククーペ版であるロータス・エクラの後継車種として1982年に発売された。当初は、「エクラ・エクセル」として発売されたが、その後、エクセルが正式名称となった。
エスプリなどと同じ2.2リットル水冷直列4気筒DOHCエンジンを鋼製バックボーンフレームに搭載し、ボディーはロータス伝統のFRPを採用した。内装は2+2で、本革シートと木目が張られたダッシュボードという豪奢なものであった。
当時、提携関係にあったトヨタの部品を採用し、トヨタ製W58型5速マニュアルトランスミッションが組み合わされ、ホイールやドアノブに2代目セリカXX用の部品を採用するなど、トヨタ製部品を使用することで、コストダウンと信頼性向上が図られた。
1985年には圧縮比の変更により最大出力を180PSにアップしたSEを追加。1986年にはZF製4HP22オートマチックトランスミッションを搭載したSAが追加された。1992年まで生産された。10年間の総生産台数は2159台。